# Mahathir bin Mohamad
Mahathir bin Mohamad, född 10 juli 1925 i Alor Setar i Kedah i Brittiska Malaya, är en malaysisk politiker. Han var Malaysias premiärminister 1981–2003 och sedan i en andra omgång mellan 10 maj 2018 och 24 februari 2020.
Under sin regeringsperiod 1981–2003 fick han äran för att ha styrt Malaysias snabba modernisering och det växande välstånd som följde. Malaysias regering har hävdat att andelen hushåll som levde under fattigdomsgränsen föll under hans styre från 50% till 6%. 
Mahathir har också fått kritik för vad som beskrivits som hans auktoritära styrelsesätt. Han har varit en mycket aggressiv förkämpe för "asiatiska värden". Mahathir kallas formellt "Tun Dr. Mahathir bin Mohamad" och är känd bland sina anhängare som "Dr. M".

## Biografi
Mahathir föddes i Alor Setar, huvudstaden i den nordliga delstaten Kedah. Han hävdade i sin självbiografi att han har indiskt ursprung på faderns sida, medan modern var malajiska från Kedah. Han betraktar sig dock som "fullt malajisk".
Mahathir studerade medicin vid King Edward VII Medical College i Singapore, där han var redaktör för en studenttidning med namnet The Cauldron. Han medverkade också i tidningen Straits Times under pseudonymen "Che Det". Mahathir var också ordförande för den muslimska föreningen på högskolan  1953 blev Mahathir tjänsteman efter examen. Han gifte sig med Dr Siti Hasmah Mohd Ali — en tidigare klasskamrat från läkarutbildningen — den 5 augusti 1956, och lämnade förvaltningen 1957 för att starta egen läkarpraktik i Alor Setar.
Mahathir var politiskt aktiv sedan 1945 och gick med i United Malays National Organisation (UMNO) när den bildades 1946. I valet 1964 valdes Mahathir i parlamentet för valkretsen Kota Setar Selatan  Han förlorade sin plats i valet 1969 med knapp marginal.
Efter de etniskt betingade upploppen 13 maj 1969 blev Mahathir sparkad från UMNO:s högsta råd den 12 juli, efter att han spritt sitt brev till den dåvarande premiärministern Tunku Abdul Rahman, där han kritiserade sättet som Tunku hade skött landets administration. Mahathir uteslöts senare ur partiet den 26 september.
När han var utanför politiken skrev Mahathir "The Malay Dilemma" , där han försökte utreda orsakerna till upploppen den 13 maj 1969 i Kuala Lumpur och orsakerna till malajernas bristande ekonomiska framgångar i Malaysia. Han föreslog en politisk-ekonomisk lösning i form av "konstruktivt skydd", som han kom fram till efter att ha övervägt de effekterna av arv och miljö på malajerna. Boken publicerades 1970 och förbjöds av Tunku Abdul Rahmans regering. I boken framställer han judar som "...not merely hook-nosed, but understand money instinctively." 
Mahathir gick med i UMNO igen 7 mars 1972 och utnämndes till senator 1973. Han lämnade senatsposten 1974 för att ställa upp i valet, där han segrade utan motkandidat i valkretsen Kubang Pasu, och utsågs till utbildningsminister. 1975 blev han en av tre vice ordförande för UMNO. Tun Hussein Onn utsåg Mahathir till vice premiärminister 15 januari 1976.
Mahathir blev Malaysias premiärminister den 10 juli 1981 när Tun Hussein bin Onn avgick av hälsoskäl. Han avgick som premiärminister 31 oktober 2003 efter 22 år vid makten, vilket gör honom till en av Asiens mest långvariga politiska ledare.
På grund av korruption och ekonomiska skandaler lämnade Mahathir Nationella Fronten. I samband med valet 2018 bröt koalitionen Hoppets Allians bröt den över 60 år långa makten som den Nationella Fronten haft. Mahathir utsågs då återigen till premiärminister och blev vid 92 års ålder världens äldsta ledare.

## Utmärkelser
- Storkors av San Martín Befriarens orden,  2 juli 1991[17]
- Jawaharlal Nehrus Pris,  1994[18]
- Storkorset av den medborgerliga förtjänstorden,  24 mars 1995[19]
- Kommendör av Nordstjärneorden,  11 mars 1996[17]
- Kung Faisals internationella pris i islams tjänst,  1997
- Storkors av Republiken Polens förtjänstorden,  15 mars 2002[20]
- Storkommendör av orden för rikets försvar,  2003[21]
- Ryska vänskapsorden,  5 augusti 2003[22]
- Hedersdoktor vid Keiouniversitetet,  2004[23]
- Hedersdoktor vid Tsinghuauniversitetet,  2004[24]
- Stora ordensbandet av Paulowniaorden,  3 november 2018
- Nishan-e-Pakistan,  2019[25][26]
- Asia's Most Influential Malaysia,  2021[27]
- San Martín Befriarens orden
- Mubarak den stores orden
- Sydkoreas diplomatiska förtjänstorden
- Uppgående solens orden
- Bolivars bysts orden
- José Martí-orden
- Kungliga Nordstjärneorden
- Godahoppsuddens orden
- Cederträdorden
- Libanons förtjänsorden
- Lakandulaorden
- Uruguays medalj
- Mexikanska Aztekiska Örnorden
- Republiken Indonesiens stjärna
- Republiken Polens förtjänstorden
- Civilmeritens orden
- Chilenska förtjänstorden
- Bruneis kungafamiljs orden
- Storkorset för Peruanska Solorden
- Storkors av Malis nationalorden
- Storkorset av Mexikanska Aztekiska Örnorden
- Vita elefantens orden
- Sultan Mahmud I av Terengganus orden
- Kungahuset Kedahs lojalitetsorden
- Johorkronans orden
- Hedersdoktor vid Wasedauniversitetet
- Kommendör av Cederträdorden
- Storkors av Godahoppsuddens orden
- Gaddafipriset för mänskliga rättigheter
- Uppgående solens orden, första klass
- Sarawakstjärnans orden
- Kedahs förtjänstorden
- Paulowniaorden
- Republikorden
- Kinabaluordern
- Kazakstans Vänskapsorden, första graden
- Johors kungliga familjeorden
- Peruanska Solorden
- Kedahs kungliga familjeorden
- Malis nationalorden

[Redigera Wikidata]